# Кенни, Томас
То́мас Джеймс «То́м» Ке́нни (англ. Thomas James “Tom” Kenny; род. 13 июля 1962, East Syracuse, Нью-Йорк) — американский актёр озвучивания и комик. Наиболее известен озвучиванием персонажа Губка Боб Квадратные Штаны в одноимённом мультсериале.

## Биография
Окончил католическую школу в Сиракьюсе. Начинал карьеру как комик, выступая в жанре «стэнд-ап» в Бостоне и Сан-Франциско. Участвовал в различных телевизионных комедийных шоу.
Первая крупная работа Кенни в мультипликации — сериал «Новая жизнь Рокко», созданный Джо Мюрреем. Затем последовали сериалы «Котопёс», «Губка Боб Квадратные Штаны» и многие другие. Также работал над озвучиванием компьютерных игр.
Томас женат на Джилл Тэлли, которая озвучивает Карен в «Губке Бобе».

## Избранная фильмография

### Кино и телевидение
- 1993—1996 — Новая жизнь Рокко / Rocko’s Modern Life — Хэффер
- 1996—2002 — Лаборатория Декстера / Dexter’s Laboratory — различные персонажи
- 1998—2004 — Котопёс / CatDog — Пёс / Клифф
- 1998—2005 — Суперкрошки / Powerpuff Girls — Профессор Утониум / Рассказчик / Говорящий пёс / Артуро / Змей
- 1999 — Братья Флаб / The Brothers Flub — дополнительные голоса
- 1999—н. в. — Губка Боб Квадратные Штаны / SpongeBob SquarePants — Губка Боб / улитка Гэри / Пират Пэтчи / рассказчик
- 1999—2000 — Дилберт / Dilbert — Ратберт
- 1999—2004 — Джонни Браво / Johnny Bravo — Карл Хрынисццсвикс
- 1999—2013 — Футурама / Futurama — Енси Фрай-младший
- 2001—2017 — Самурай Джек / Samurai Jack — Скарамуш Безжалостный
- 2002—2005 — Что новенького, Скуби-Ду? / What’s New, Scooby-Doo? — различные персонажи
- 2002—2005 — Приключения Джимми Нейтрона, мальчика-гения / The Adventures of Jimmy Neutron: Boy Genius — различные персонажи
- 2003 — Аниматрица / The Animatrix — оператор
- 2004 — Губка Боб Квадратные Штаны / The SpongeBob SquarePants Movie — Губка Боб / улитка Гэри / рассказчик
- 2004—2006 — Непобедимая команда суперобезьянок / Super Robot Monkey Team Hyperforce Go! — мистер Хел Гибсон
- 2004—2008 — Бэтмэн / The Batman — Пингвин
- 2004—2009 — Фостер: Дом для друзей из мира фантазий / Foster’s Home for Imagianuary Friends — Эдуардо / различные персонажи
- 2005 — Правдивая история Красной Шапки / Hoodwinked — Томми
- 2006 — Том идёт к мэру / Tom Goes to the Mayor — Саксман (эпизод Saxman)
- 2006 — Новые приключения Золушки / Happily N’Ever After — различные персонажи
- 2007 — В гости к Робинсонам / Meet the Robinsons — мистер Уиллерстайн
- 2007 — Футурама: Большой куш Бендера / Futurama: Bender’s Big Score — Енси Фрай-младший
- 2007—2009 — Трансформеры / Transformers: Animated — Скандалист
- 2008 — Мартышки в космосе / Space Chimps — голос в кинохронике
- 2009 — Трансформеры: Месть падших / Transformers: Revenge of the Fallen — Скидс / Уилли
- 2010—2017 — Время приключений / Adventure Time — Снежный Король
- 2011 — Медвежонок Винни и его друзья / Winnie the Pooh — Кролик
- 2011 — Трансформеры 3: Тёмная сторона Луны / Transformers: Dark of the Moon — Уилли
- 2012—2015 — Бриклберри / Brickleberry — Вудроу «Вуди» Джонсон
- 2012—2017 — Совершенный Человек-паук / Ultimate Spider-man — доктор Отто Октавиус / доктор Осьминог
- 2013—2016 — С приветом по планетам / Wander Over Yonder — командующий Гляделкинс
- 2014—2021 — Говорящий Том и друзья / Talking Tom and Friends — Хэнк, второстепенные персонажи[источник не указан 453 дня]
- 2014—2016 — Миксели[англ.] / 'Mixels — Флэйн, Сейсмо, Тесло, Бугер, Бэнджо, Берп, Тангстер, Скрино[источник не указан 453 дня]
- 2015 — Губка Боб в 3D / The SpongeBob Movie: Sponge Out of Water — Губка Боб
- 2015 — Хлебоутки / Breadwinners — отец Шлёп-Шлёпа, пра-пра-пра-до бесконечности прадедушка Шлёп-Шлёпа / монстр
- 2015—2017 — Черепашки-ниндзя / Teenage Mutant Ninja Turtles — доктор Тайлер Рокуэлл
- 2018—2019 — Крайний космос / Final Space — Хью / различные персонажи

### Компьютерные игры
- 1999 — Spyro 2: Ripto’s Rage! — дракон Спайро
- 2000 — Spyro: Year of the Dragon — дракон Спайро
- 2001 — Final Fantasy X — Рин / Уонтз / Бобба
- 2003 — Final Fantasy X-2 — Рин / Уонтз
- 2014 — Disney Infinity: Marvel Super Heroes — доктор Отто Октавиус / доктор Осьминог
- 2018 — Spyro Reignited Trilogy — дракон Спайро / различные персонажи